# Betten
Betten és un municipi del cantó suís del Valais, situat al Semidistricte de Raron Oriental.